# Musa Otieno
Musa Otieno Ongao (ur. 29 grudnia 1973 w Nairobi) – kenijski piłkarz grający na pozycji defensywnego pomocnika.

## Kariera klubowa
Karierę piłkarską Otieno rozpoczął w klubie AFC Leopards Nairobi ze stolicy kraju Nairobi. W jego barwach zadebiutował w 1992 roku w kenijskiej Premier League. W debiutanckim sezonie wywalczył mistrzostwo kraju, a w 1994 roku zdobył Puchar Kenii. W połowie 1994 roku odszedł do Tusker FC, z którym dwukrotnie został mistrzem kraju w latach 1994 i 1996 oraz zdobywcą pucharu w 1993.
W 1997 roku Otieno przeszedł do południowoafrykańskiego Santosu Kapsztad, grającego w Premier Soccer League. Wraz z Santosem wygrał: mistrzostwo kraju w 2002 roku, Bob Save Super Bowl w 2001, BP Top 8 w 2002 i ABSA Cup w 2003 roku. W 2007 roku został mianowany Piłkarzem Roku w Premier League, a w 2008 roku został wypożyczony na kilka miesięcy do Cleveland City Stars z amerykańskiej ligi USL Second Division. Po powrocie z wypożyczenia grał jeszcze przez trzy sezony w Santosie, gdzie w 2011 roku zakończył karierę.

## Kariera reprezentacyjna
W reprezentacji Kenii Otieno zadebiutował w 2000 roku. W 2004 roku został powołany do kadry na Puchar Narodów Afryki 2004. Tam był podstawowym zawodnikiem i rozegrał 3 mecze: z Mali (1:3), z Senegalem (0:3) i z Burkina Faso (3:0). Po raz ostatni w reprezentacji zagrał 11 listopada 2009 roku w meczu z Nigerią.
W reprezentacji Kenii wystąpił łącznie 61 razy, strzelając dla niej 8 goli.